# 鹽川 (沖繩縣)

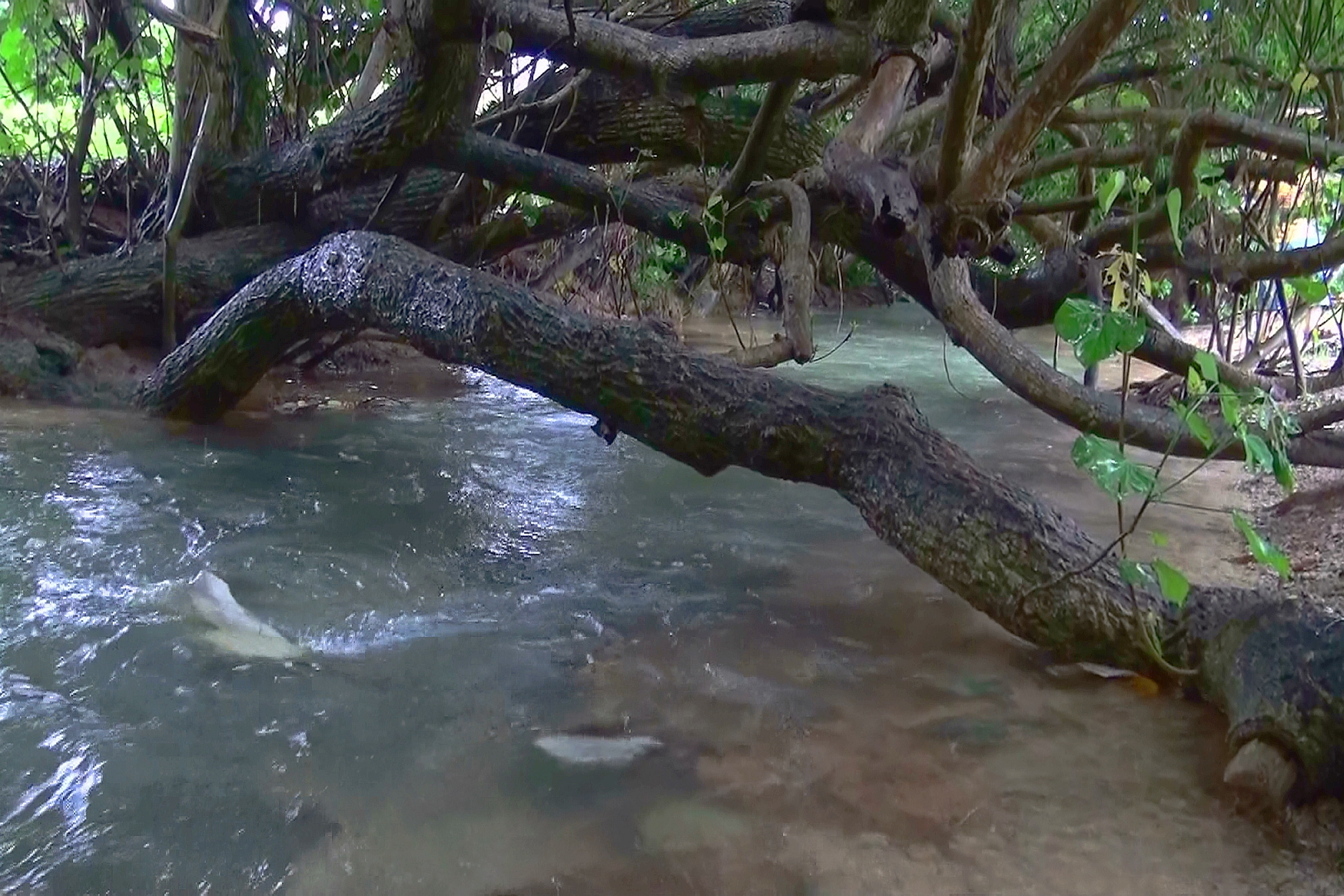
鹽川

鹽川（日语：／ Shiokawa）是位於日本沖繩縣國頭郡本部町字崎本部鹽川原的一條小河流，全長約300公尺、寬4公尺，是日本国内唯一的高鹽度河流。鹽川於1972年（昭和47年）5月15日沖繩返還当日被指定为国家自然紀念物。

## 概要
鹽川位於沖繩本島北部地質富含石灰岩的本部半島，由於雨水從石灰岩的裂縫滲入地下，海岸附近有很多有泉水的地方，因此鹽川的地下被推斷存在鍾乳洞。鹽川的水源是其地下的鍾乳洞的泉水。由于它的流量超过每秒100公升，是本部半岛流量最大的泉水之一，却含较多鹽分，令鹽川長期被視為「本部七大奇蹟」（本部の七不思議）之一。
世界著名的鹹水湖（如死海）和沙漠地帶的地表上會因為水分蒸發而有石鹽出現，但這種情況只會在氣溫高的乾燥氣候的特殊條件下出現。於日本這樣的中等降雨量的濕潤氣候地帶而言，咸水泉並非常见現象。

## 水源

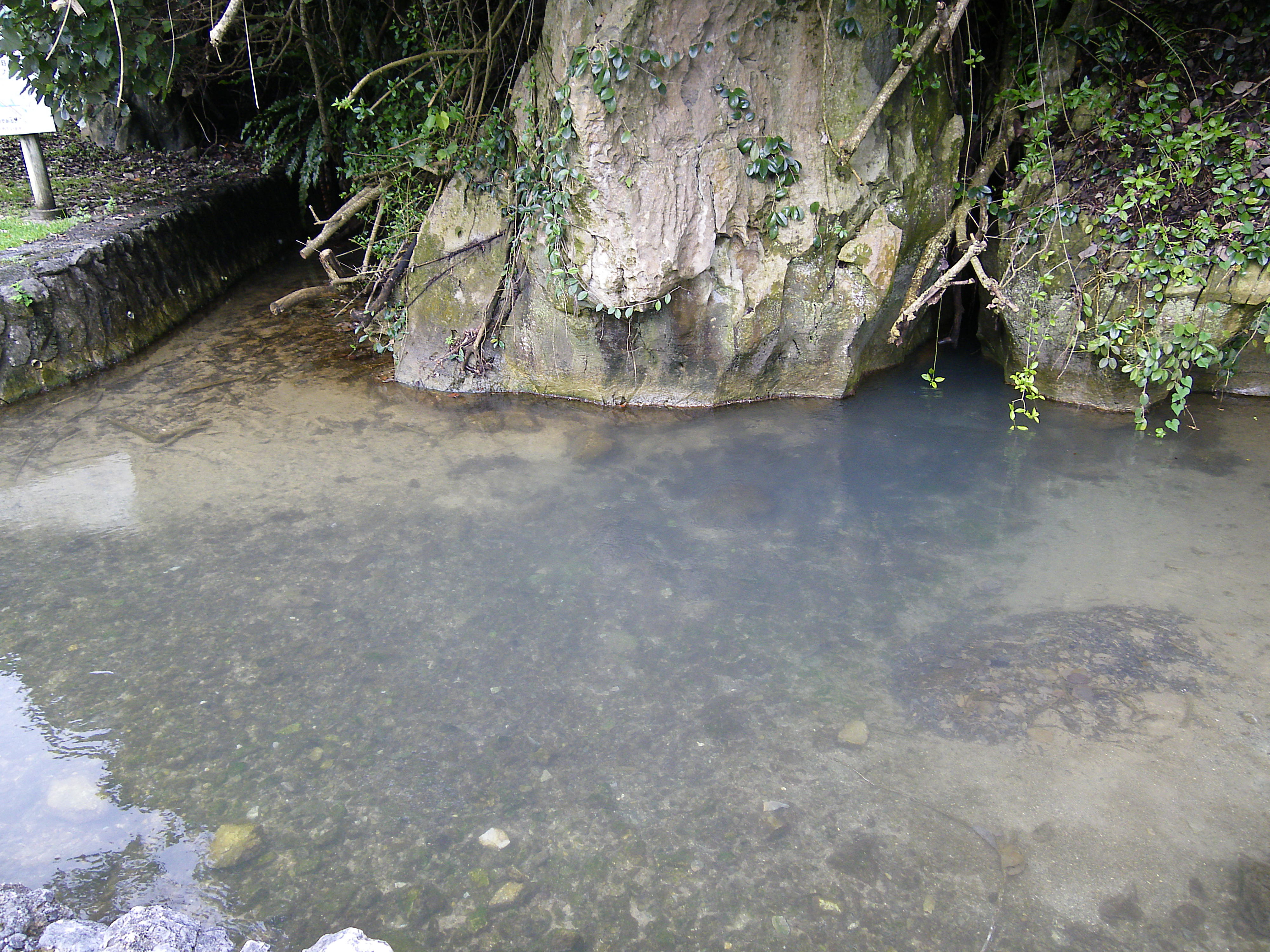
鹽川的出水口

鹽川的海水被淡水稀釋了約4.5倍，惟其鈣含量明顯高於海水中的鈣含量，而這正是喀斯特地形下石灰岩溶水的作用。
有推测认为，该咸水泉的成因是由於來自陸地的淡水流经石灰岩洞穴形成的地下河道，使海水和地下水（淡水）混合，然後湧向地表，惟此說仍未被確定。
過去的調查顯示，鹽川所湧出的水量與那霸港的潮位有關，潮漲時水量會增加，潮退時水量則減少。泉水量與鹽度成反比例，在水量多時，鹽度就會低；水量少時，鹽度則會高。另外，降雨量也會影響鹽度，如果在24小時內下了超過200毫米的大雨，則泉水量會迅速增加，而鹽川的鹽度會下降大約一天。這表明鹽川的淡水水源来自会受到降雨影響的石灰岩洞穴的地下水。

## 自然生態
由於鹽川一帶有稀有海藻品種生長，其被選定為日本500個重要濕地的第465位。被指定為近危物種的节附链藻於日本國內的棲息地只有鹽川，但由於大雨引起的紅土流入，其生活環境已經惡化。近年來，由於鹽川附近的国道449号進行擴建及維修保養工程，使當地日照良好，令青海苔和石蓴等其他品種的海藻於當地繁殖，也對喜好陰暗環境的节附链藻的繁殖造成妨礙。

## 外部連結
- - 國指定文化財等數據庫（日語）
- 本部町ホームページ 塩川 （页面存档备份，存于）
- 琉球大学資料館風樹館 塩川 （页面存档备份，存于）

26°36′55.78″N 127°53′42.75″E / 26.6154944°N 127.8952083°E